# Maltepe
Maltepe és un districte d'Istanbul, Turquia, situat en la part anatòlia de la ciutat.

## Divisió administrativa

### Mahalleler
- Altayçeşme
- Altıntepe
- Aydınevler
- Bağlarbaşı
- Başıbüyük
- Büyükbakkalköy
- Cevizli
- Çınar
- Esenkent
- Ferhatpaşa
- Feyzullah
- Fındıklı
- Girne
- Gülensu
- Gülsuyu
- İdealtepe
- Küçükyalı
- Süreyyapaşa
- Yalı Mahallesi
- Zümrütevler